# Escocés (lengua germánica)
El escocés (nombre vernáculo: Scots, Scottis o Lallans) es una variedad lingüística germánica hablada en las Tierras Bajas de Escocia y en partes de Irlanda del Norte (en donde se lo conoce como escocés de Úlster). A veces se lo denomina escocés de las Tierras Bajas para distinguirlo del gaélico escocés, una lengua céltica que se hablaba históricamente en las Tierras Altas, las islas Hébridas y Galloway a partir del siglo XVI. Existe controversia acerca de si el escocés y el inglés de Inglaterra son el mismo idioma con ciertas diferencias o son dos idiomas distintos. Según un sondeo gubernamental realizado en 2010, un 64 % de los escoceses consideran que son el mismo idioma.

## Clasificación
Es una lengua germánica que, junto con el inglés, el alemán y el neerlandés, forma parte de la rama occidental. Su parentesco más próximo lo tiene con el inglés y el frisón, con el que forma el subgrupo del germánico insular.
Existe una discusión sobre el estatus real de la lengua como dialecto del inglés o como lengua autónoma y distinta. Desde la unión de Escocia con Inglaterra para formar el Reino de Gran Bretaña no existe una lengua estándar ni un estándar de escritura común a todos los dialectos.

## Distribución geográfica

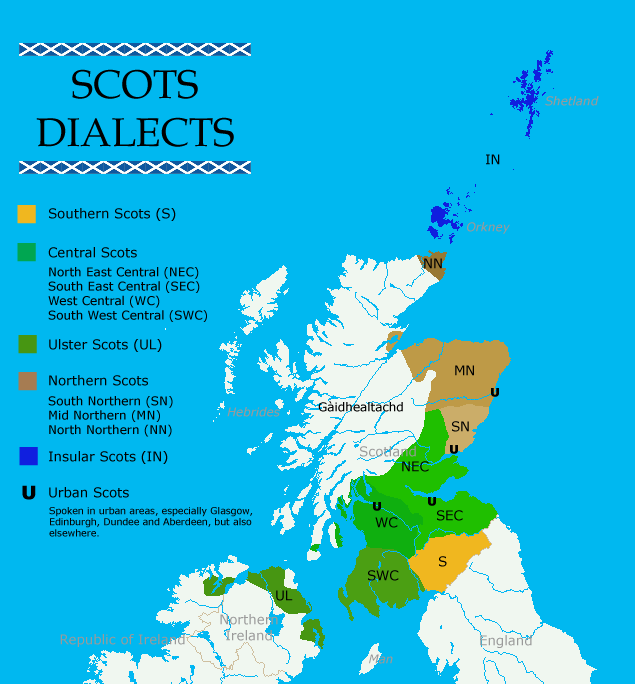
Mapa de los dialectos del escocés.

El escocés se habla en las Tierras Bajas de la propia Escocia, así como en Irlanda del Norte y en las zonas fronterizas con esta de la República de Irlanda.

### Estatus oficial
No tiene estatus oficial en ninguno de los países en que se habla. Sin embargo, el Reino Unido ha aceptado el escocés como lengua regional y la ha reconocido como tal bajo la Carta Europea de las Lenguas Minoritarias o Regionales.
También se discutió sobre el estatus de esta lengua en las negociaciones de paz de Irlanda del Norte iniciadas en 1998.

### Dialectos
Existen por lo menos cinco dialectos diferentes:
- Escocés del norte, hablado al norte de Dundee. A menudo se divide en subdialectos: North Northern, Mid Northern (también conocido como escocés del nordeste y a veces llamado Doric) y South Northern.
- Escocés central, hablado desde Fife y Perthshire hasta Lothians y Wigtownshire, a menudo dividido en central del nordeste y del sureste, central del oeste y central del suroeste.
- Escocés del sur, hablado en la zona fronteriza entre Escocia e Inglaterra.
- Escocés insular hablado en las Islas Orcadas y Shetland.
- Escocés del Ulster, hablado en Irlanda del Norte por los descendientes de los inmigrantes escoceses. A veces referido por el neologismo Ullans, como unión entre Ulster y Lallans.

Edimburgo, Dundee y Glasgow tienen variantes propias del escocés central, fuertemente influidas por el inglés. En Aberdeen se habla el dialecto Mid Northern.

### Lenguas derivadas
Tradicionalmente, los métis de ascendencia anglosajona (descendientes de escoceses u orcadianos) en Canadá hablaban una versión criolla del escocés llamada "bungee".

## Sonidos
Para aclaración de los valores fonéticos ver AFI

### Vocales
En escocés, la longitud de las vocales viene condicionada por la Ley de Aitken. Las palabras que se diferencian de las inglesas solo ligeramente en la pronunciación se escriben como en inglés. Otras palabras se escriben igual, pero tienen una pronunciación diferente, p. ej. aunt («tía»), swap (intercambiar), want («querer») y wash («lavar») pronunciadas con /a/, bull («toro o buey»), full («llenar») y pull («tirar») con /ʌ/, bind («atar»), find («encontrar») y wind («dar cuerda»), etc. con /ɪ/.
La vocal no acentuada /ə/ puede ser representada por cualquier vocal.

<a> normalmente /a/ pero en posición final en awa ("away"/«ausente»), twa ("two"/«dos») y wha ("who"/«quien») también puede pronunciarse /ɑ/, /ɔ/ o /e/ dependiendo del dialecto.

<au>, <aw> y a veces <a>, <a'> o <aa> se pronuncian /ɑ/ u /ɔ/ en los dialectos del sur, central y del Úlster, pero /a/ en los del norte. El grupo <auld> también se puede pronunciar /ʌul/ en el Úlster. aw ("all"/«todo»), cauld ("cold"/«frío»), braw ("handsome"/«guapo»), faw ("fall"/«caer»), snaw ("snow"/«nieve»), etc.

<ae>, <ai>, <a(consonante)e> normalmente /e/. A menudo /E/ antes de /r/. En los dialectos del norte la vocal en el grupo <-ane> se pronuncia a menudo /i/. brae ("slope"/«cuesta»), saip ("soap"/«jabón»), hale ("whole"/«completo»), hure ("whore"/«prostituta»), ane ("one"/«uno»), ance ("once"/«una vez»), bane ("bone"/«hueso»), etc.

<ea> <ei> y <ie> normalmente /i/ o /e/ dependiendo del dialecto. /ɛ/ puede aparecer antes de /r/. En final de raíz puede pronunciarse /@i/ en los dialectos del sur. En el extremo norte puede aparecer /@i/. deid ("dead"/«muerto»), heid ("head"/«cabeza»), meat ("food"/«comida»), clear (claro), speir ("enquire"/«investigar»), sea («mar»), etc.

<ee> y <e(consonante)e> normalmente /i/. A final de raíz puede ser /əi/ en los dialectos del sur. ee ("eye"/«ojo»), een ("eyes"/«ojos»), steek ("shut"/«cerrado»), here («aquí»), etc.

<e> normalmente /ɛ/. bed («cama»), het ("heated"/«calentado»), yett ("gate"/«puerta»), etc.

<eu> para /(j)u/ o /(j)ʌ/ dependiendo del dialecto. A veces erróneamente <oo>, <u(consonante)e>, <u> o <ui>. beuk ("book"/«libro»), ceuk ("cook"/«cocinar), eneuch ("enough"/«suficiente»), leuk ("look"/«mirar»), teuk ("took"/«pasado del verbo tomar»), etc.

<ew> normalmente /ju/. En los dialectos del norte en final de raíz <ew> puede pronunciarse /jʌu/. few(«poco»), new («nuevo»), etc.

<i> normalmente /I/ pero a menudo varía entre /ɪ/ e /ʌ/ especialmente después de <w> y <wh>. /{/ también aparece en el Úlster antes de las consonantes sordas. big («grande»), fit ("foot"/«pie»), wid ("wood"/«madera»), etc.

<i(consonante)e>, <y(consonante)e> y <ey> normalmente /əi/ o /aɪ/. <ay> normalmente como /e/ pero /@i/ en ay ("yes"/«sí») y aye ("always"/«siempre»).

<o> normalmente como /O/ pero a menudo /o/.

<oa> normalmente como /o/.

<ow> y <owe>, rara vez <ou> normalmente /ʌu/. Ante <k> vocalización en /o/ puede occurrir. bowe ("bow"/«inclinarse»), howe ("hollow"/«hueco»), knowe ("knoll"/«loma»), yowe ("ewe"/«oveja»), etc.

<ou>, <oo> y <u(consonante)e> normalmente como /u/. Final de raíz /Vu/ puede aparecer en los dialectos del sur. cou ("cow"/«vaca»), broun ("brown"/«marrón»), hoose ("house"/«casa»), moose ("mouse"/«ratón»), etc.

<u> normalmente /ʌ/. but («pero»), cut («cortar»), etc.

<ui>, también <u(consonante)e> y <oo> normalmente /2/ en los dialectos más conservadores. En los dialectos del norte, normalmente /i/ pero /wi/ después de /g/ y /k/. En los dialectos centrales, /I/ si es vocal corta y /e/ si es larga. buird ("board"/«tabla»), buit ("boot"/«bota»), cuit ("ankle"/«pantorrilla»), fluir ("floor"/«suelo»), guid ("good"/«bueno»), schuil ("school"/«escuela»), etc. En los dialectos centrales uise («usar») y uiss («uso») se pronuncian [je:z] y [jIs].

### Consonantes
La mayoría de las consonantes se pronuncian como en inglés, pero:

<c> se pronuncia /k/ o /s/ como en inglés.

<ch> se pronuncia /x/, también <gh>. <cht> media puede pronunciarse /ç/ en los dialectos del norte. loch ("lake"/«lago»), nicht ("night"/«noche»), dochter ("daughter"/«hija»), dreich ("dreary"/«aburrido»), etc.

<ch> en inicio de palabra o cuando sigue a <r> /tʃ/. airch ("arch"/«arco»), mairch ("march"/«marzo»), etc.

<kn> /n/. En los dialectos del norte se puede pronunciar como /kn/ o /tn/. knap ("talk"/«hablar»), knee («rodilla»), knowe ("knoll"/«monte»), etc.

<ng> siempre /ŋ/.

<nch> normalmente /ntʃ/. brainch ("branch"/«rama»), dunch ("push"/«empujar»), etc.

<s> y <se> se pronuncian /s/ o /z/.

<r> /r/ se pronuncia siempre.

<t> puede ser una glotal oclusiva entre vocales o en final de palabra

<th> /ð/ o /θ/ como en inglés. En posición inicial <th> en thing, think y thank, etc. se puede pronunciar /h/.

<wh> normalmente como /hw/, antiguamente /xhw/. Los dialectos del norte también lo pronuncian como /f/.

<wr> /wr/ más a menudo /r/ pero puede pronunciarse como /vr/ en los dialectos del norte. wrack ("wreck"/naufragio»), wrang ("wrong"/«incorrecto»), write («escribir»), wrocht ("worked"/pasado del verbo «trabajar»), etc.

<z> puede aparecer en palabras antiguas como sustituto del más antiguo <ȝ> (yogh) /jI/ o /ŋ/. ejm. brulzie ("boil"/«cocer»), gaberlunzie ("a beggar"/«pobre») y el nombre Menzies, etc.

### Letras mudas
En final de palabra <d> en <nd> y <ld> no se pronuncia, pero sí en palabras derivadas.

A veces <n> y <l> o <n'> y <l'>. auld ("old"/«viejo»), haund ("hand"/«mano»), etc.

<t> en <cht> media (<ch> = /x/) y <st> y antes de <en> final. fochten ("fought"/pasado del verbo «luchar»), thristle ("thistle") también <t> en aften ("often"/«a menudo»), etc.

<t> en final de palabra <ct> y <pt> pero a menudo pronunciado en las formas derivadas. P. ej. respect («respetar»), accept («aceptar»), etc.

### Fonología

#### Sufijación
La negación <na> se pronuncia /A, I/ o /e/ dependiendo del dialecto. También <nae> o <y> p. ej. canna (can’t/no poder), dinna (don’t/no hacer) y maunna (mustn’t/no tener).

<fu> (ful), /u, I, A/ o /e/ dependiendo del dialecto. También <fu'>, <fie>, <fy>, <fae> y <fa>.

El sufijo <ae> se pronuncia /A, I/ o /e/ dependiendo del dialecto. También <a>, <ow> o <y> p. ej. arrae ("arrow"/«flecha»), barrae ("barrow"/«cerdo castrado») y windae ("window"/«ventana»), etc.

## Historia
El escocés desciende del dialecto anglosajón de Northumbria, con influencias del nórdico antiguo de las invasiones vikingas, del neerlandés y el bajo sajón a través del comercio y de la inmigración y del romance a través de la Iglesia y el latín legal. También tiene influencias de las invasiones normandas y finalmente del francés de la región de París, gracias a la Auld Alliance.
Se puede clasificar en los siguientes períodos:
- Anglosajón hasta 1100.
- Escocés pre-literario hasta 1375.
- Escocés antiguo hasta 1450.
- Escocés medio hasta 1700.
- Escocés moderno desde 1700 hasta la actualidad.

El escocés también tiene préstamos de su contacto con el gaélico escocés, una lengua céltica distinta del escocés todavía hablada en las Tierras Altas (Highlands) y las islas de la costa occidental de Escocia.
La lengua ha evolucionado naturalmente a lo largo de los años, pero hay quien considera que la lengua ha sido más fiel a sus orígenes anglosajones que el inglés: comparando kirk con church (alemán moderno Kirche), ken con know (alemán moderno kennen) y nicht con night (alemán moderno Nacht).

### Literatura

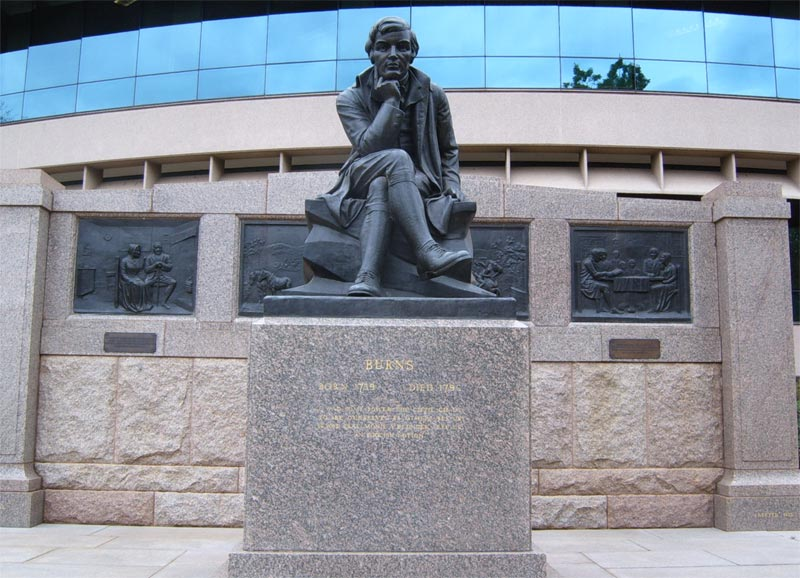
Estatua de Robert Burns en Canberra, Australia, sobre el pedestal se puede leer en escocés: O wad some power the giftie gie us / to see ourselves as they see us / It wad frae monie a blunder free us / an foolish notion.

Entre los ejemplos más antiguos de literatura escocesa se encuentran el Brus de Barbour (siglo XIV), el Kronykil de Whyntoun (siglo XV) y el Wallace de Blind Harry (siglo XV). Desde el siglo XIII, la mayoría de la literatura en escocés se produce en los alrededores de la corte de Edimburgo y la universidad de San Andrés por autores como Robert Henryson, William Dunbar, Douglas y Lynsay.
A partir del siglo XVII, la influencia del inglés aumenta, aunque la mayoría de los habitantes del país aún habla escocés. En esta época se fijaron por escrito muchas baladas provenientes de la zona fronteriza con Inglaterra y del nordeste, todas de tradición oral. Algunos escritores de esta época son Sempill, Lady Wardlaw y Lady Grizel Baillie.
En el siglo XVIII, escritores como Allan Ramsay, Robert Fergusson, Robert Burns y Walter Scott continuaron usando escocés. Scott introdujo en sus novelas diálogos en lengua vernacular.
Siguiendo su ejemplo, autores tan conocidos como Robert Louis Stevenson, William Alexander, George MacDonald y J. M. Barrie también escribieron en escocés o bien lo usaron en sus diálogos.
Y por su parte, Hugh Seton-Watson (Nations and States, pp. 30-31) escribe acerca de la lengua escocesa: surgida de la confluencia del sajón y el francés, aunque menos de este último, y con algo más de las fuentes celta y escandinava que en el sur. Esta lengua se hablaba no solo en el este de Escocia, sino también en el norte de Inglaterra. El escocés, o "inglés norteño", se hablaba en la corte escocesa y por la élite social (la que podría o no hablar también el gaélico), así como por la población de las Tierras Bajas en general. Era la lengua de los poetas Robert Henryson y William Dunbar. Podría haberse desarrollado como una lengua literaria distinta en la época moderna, si la unión de las coronas en 1603 no hubiese propiciado el predominio del inglés sureño, mediante su extensión a la corte, la administración y la clase alta de Escocia.
A principios del siglo XX hubo (de manera similar a otras lenguas minoritarias de Europa) un renacimiento del escocés, siendo su figura más destacada Hugh MacDiarmid. Otros autores contemporáneos fueron Douglas Young, Sidney Goodsir Smith, Robert Garioch y Robert McLellan.
En 1983, W. L. Lorimer publicó la traducción del original griego del Nuevo Testamento al escocés.
En obras de ficción contemporánea se emplea a menudo un escocés con muchos anglicismos. Como ejemplo, el uso del dialecto escocés de Edimburgo en Trainspotting de Irvine Welsh, más tarde convertida en una película con un lenguaje todavía más próximo al inglés para hacerlo más accesible al público internacional.

## Evolución diacrónica de la pronunciación
- La b anglosajona se perdió entre m y l o no se desarrolló.
- La t final en ct es a menudo muda en palabras romances, pero puede pronunciarse en palabras derivadas.
- Igualmente con la t final en pt.
- La nd anglosajona se reduce a menudo a /n/.
- La ld final es reducida a menudo a /l/.
- La k anglosajona se pronunciaba en todos los casos antes de n pero es actualmente recesiva.
- La c anglosajona permaneció como /k/, quizás debido a influencias del antiguo nórdico.
- La g anglosajona se convirtió en /g/.
- La g anglosajona se vocalizó detrás de o resultando el diptongo /Vu/.
- La s anglosajona se convirtió en /S/ especialmente en contacto con vocales frontales.
- La sc romance se mantuvo.
- La sc anglosajona se convirtió en /sk/.
- La f anglosajona fue absorbida por la vocal precedente.
- La ð (þ) anglosajona a final de palabra se perdió en algunas palabras.
- La h /x/ anglosajona se mantuvo en escocés.
- La hw anglosajona se convirtió en /xhw/ y posteriormente en la tan extendida /hw/.
- Varios finales de palabra anglosajones se convirtieron en /I, i, a, A, e/ o /@/ dependiendo del dialecto.
- Se produjo metátesis en muchas palabras.
- Después de a, la l anglosajona se vocalizó en /a:/, en escocés medio evolucionó posteriormente a /a/, /A/ u /O/ dependiendo del dialecto.
- Después de o, la l anglosajona se vocalizó en /ou/ en escocés medio y evolucionó posteriormente a /Vu/.
- Después de u, la l anglosajona se vocalizó en /u/ en escocés medio.
- La w ante e evolucionó en /a, A, O/ dependiendo del dialecto.
- La a o æ anglosajonas en posición cerrada evolucionaron a /a/ ocasionalmente a /A/ u /O/.
- Ante /n/ y /N/ apareció /a/.
- Ante /x/ y /n/ + consonante la /a/ del escocés medio se convirtió en /A/ u /O/.
- Ante /S, s, sn, st/ y /sp/ apareció /E/.
- Ante /r/ + consonante, dependiendo del dialecto, aparecieron /e/ o /E/.
- La a o æ anglosajonas en posición abierta evolucionaron en /a/ en escocés medio y posteriormente en /e/. /E:/ también puede aparecer, especialmente en el Úlster.
- Las ag- y aw- anglosajonas evolucionaron a /a/, /A/ u /O/ dependiendo del dialecto.
- La á anglosajona se convirtió en /e/.
- La á anglosajona ante /n/ evolucionó en /e/ en las variedades central, del sur y del Úlster y en /i/ en las del norte.
- La áw anglosajona evolucionó en /a:/ en escocés medio y posteriormente a /a:/, /A:/ u /O:/.
- La é anglosajona evolucionó muy pronto a /i/ y se mantuvo.
- Las ea y éa anglosajonas evolucionaron a /e/ en escocés medio, manteniéndose en algunos dialecto y evolucionando a /i/ en otros.
- La í anglosajona e ý /i/ del escocés antiguo evolucionaron a /ei/ en escocés medio y posteriormente a /@i/ y /aI/ o /AI/ si son largas.
- Las i e y anglosajonas evolucionaron a /I/ pero se aproximan a /V/ en algunos dialectos, especialmente tras /w/ y /hw/.
- La o anglosajona en posición cerrada evolucionó en /O/ pero se convirtió en /o/ en algunos dialectos.
- En posición abierta la o evolucionó en /o/.
- Ante /m, p, b/ y /f/, la o anglosajona evolucionó en /a/ o /A/ dependiendo del dialecto.
- La ó anglosajona evoluciona a /2/ muy pronto y permaneció sin cambios en los dialectos periféricos. En Fife y partes de Perthshire el /2/ evolucionó en /e/. En las variedades centrales /2/ se convirtió en /I/ si es una vocal corta.
- En variedades centrales la /2/ evolucionó en /e:/ si es larga.
- En las variedades del norte, la /i/ tras /g/ y /k/ evolucionó en /wi/.

Nota:
- En los casos en que /k/ o /x/ siguen una /ó/ anglosajona, dependiendo del dialecto, evolucionan en /ju, u, jv/ o /v/.
- La ów anglosajona evoluciona a /vu/.
- La u anglosajona evoluciona a /v/, por ejemplo "but" («pero») y "cut" («corte»), pero en algunas palabras evolucionó a /I/.
- La ú anglosajona permaneció como /u/ en escocés.
- A final de palabra, la ú anglosajona evolucionó a /vu/ en los dialectos del sur.
- Las í e ý anglosajonas evolucionaron en /ui/ en escocés antiguo y posteriormente a /AI, aI/ y /@i/ dependiendo del dialecto.

## Gramática

### Sustantivos
Los sustantivos forman normalmente el plural en –(e)s, pero existen algunos plurales irregulares: ee/een ("eye/eyes" «ojo/ojos»), cauf/caur ("calf/calves" «ternero/terneros»), horse/horse (horse/horses caballo/caballos), cou/kye (cow/cows vaca/vacas), shae/shuin (shoe/shoes zapato/zapatos).
Los plurales regulares incluyen laifs (loaves/rebanadas), shelfs (shelves/estantes) y wifes (wives/esposas), etc.
Los sustantivos que son medidas o cantidades no se modifican en plural: fower fit (four feet/cuatro pies), twa mile (two miles/dos millas), five pund (five pounds/cinco libras), three hunderwecht (three hundredweight/tres quintales).

### Diminutivos
Los diminutivos se forman en -ie, burnie pequeño burn (brook/arroyo), feardie/feartie (frightened person, coward/cobarde), gamie (gamekeeper/guardabosque), kiltie (kilted soldier/soldado con falda escocesa), postie (postman/cartero), wifie (woman/mujer), rhodie (rhododendron) y en -ock, bittock (little bit/un poquito), playock (toy, plaything/juguete), sourock (sorrel/alazán -planta-) y en el norte en -ag, bairnag (little/pequeño) bairn (child/niño), Cheordag (Geordie/Jorgito), y -ockie, hooseockie (small house/casita), wifeockie (little woman/mujercita).

### Verbos modales
Los verbos modales mey (may = puede que), ocht tae (ought to = debería) y sall (shall = formación de futuro) no se usan normalmente en escocés, aunque se utilizan en escocés anglicado literario. Can (poder), shoud (should = debería) y will (formación de futuro) son las formas escocesas preferidas.
Los escoceses emplean formas modales dobles: He'll no can come the day (He won't be able to come today / No podrá venir hoy), A micht coud come the morn (I may be able to come tomorrow / Quizás pueda venir mañana), A uised tae coud dae it, but no nou (I could do it once, but not now / Podría hacerlo una vez, pero no ahora).

### Verbos: presente
El presente de los verbos termina en -s en todas las personas y números a excepción de cuando un único pronombre personal acompaña al verbo: Thay say he's ower wee, Thaim that says he's ower wee, Thir lassies says he's ower wee (They say he's too small / Ellos dicen que él es muy pequeño), etc. Thay’re comin an aw pero Five o thaim's comin. The lassies? Thay've went pero Ma brakes haes went. Thaim that comes first is serred first (Those who come first are served first / Los que llegan primero son servidos primero). The trees growes green in simmer (The trees grow green in summer / Los árboles crecen verdes en verano).
Wis (was/fui ...) puede sustituir a war (were/fue ...), pero no al revés: You war/wis thare (Tú estuviste allí).

### Verbos: pasado
La forma regular para formar el pretérito perfecto es –it o –t(e)d, dependiendo de si la letra precedente es consonante o vocal: hurtit (hacer daño), skelpit (smacked / abofetear), mendit (arreglar), kent/kenned (knew/known / saber o conocer), cleant/cleaned (limpiar), scrieved (scribbled / garabatear), telt/tauld (told / decir), dee’d (died / morir). Algunos verbos tienen formas propias greet/grat/grutten (weep/wept / llorar), fesh/fuish/fuishen (fetch/fetched / agarrar), lauch/leuch/lauchen (laugh/laughed / reír), gae/gaed/gane (go/went / ir), gie/gied/gien (give/gave/given / dar), pit/pat/pitten (put/put/put / poner), git/gat/gotten (get/got/gotten / obtener).

### Orden de las palabras
Los escoceses prefieren el siguiente orden: He turnt oot the licht comparado con el inglés He turned the light out (Él apagó la luz) y Gie me it frente al inglés Give it to me (Dámelo).
Algunos verbos se usan a menudo en formas progresivas: He wis thinkin he wad tell her, He wis wantin tae tell her (Él estaba queriendo decírselo).
Los verbos de movimiento pueden eliminarse delante de un adverbio o frase adverbial de movimiento: A’m awa tae ma bed (Me voy a la cama), That’s me awa hame (Me voy a casa), A’ll intae the hoose an see him (Voy a casa a verlo).

### Números ordinales
Los números ordinales terminan en –t: first (first/primero), seicont (second/segundo), fowert (fourth/cuarto), fift (fifth/quinto), saxt (sixth/sexto), etc. a excepción de thrid/third (third/tercero).

### Adverbios
Los adverbios tienen normalmente la misma forma que la raíz verbal o el adjetivo, especialmente tras verbos: Haein a real guid day (Having a really good day/Pasándolo realmente bien). She's gey fauchelt (She's awfully tired/Ella está terriblemente cansada).

Los adverbios también se forman con –s, –lies, –lins, –gate(s) and –wey(s): whiles (at times/a veces), mebbes (perhaps/quizás), brawlies (splendidly/ esplendorosamente), geylies (pretty well/bastante bien), aiblins (perhaps/quizás), airselins (backwards/hacia atrás), hauflins (partly/parcialmente), hidlins (secretly/secretamente), maistlins (almost/casi), awgates (always, everywhere/siempre, en todas partes), ilkagate (everywhere/en todas partes), onygate (anyhow/de cualquier forma), ilkawey (everywhere/en todas partes), onywey(s) (anyhow, anywhere/de cualquier forma, en cualquier lugar), endweys (straight ahead/derecho), whit wey (how, why/cómo, por qué).

### Cláusulas subordinadas
Cláusulas subordinadas sin verbo comenzadas por y expresando sorpresa o indignación: She haed tae walk the hale lenth o the road an her sieven month pregnant (Ella tuvo que caminar a todo lo largo de la carretera estando en estado de siete meses), He telt me tae rin an me wi ma sair leg (and me with my sore leg / Me dijo que corriera, y yo con mi pierna mala).

### Negación
La negación se produce usando el adverbio no, en el nordeste nae, como en A'm no comin (I'm not coming/No voy), o bien usando el sufijo –na (la pronunciación dependiendo del dialecto),:como en A dinna ken (I don’t know/No sé), Thay canna come (They can’t come/No pueden venir), We coudna hae telt him (We couldn't have told him/No hubiéramos podido decírselo) y A hivna seen her (I haven't seen her/No la he visto).
El uso de no se prefiere al de –na en verbos auxiliares contraíbles como –ll (en vez de will) y en preguntas de respuesta sí/no con cualquier verbo auxiliar: He'll no come (No vendrá) y Did he no come? (¿No ha venido?)

### Pronombres relativos
El pronombre relativo es that para todas las personas y números, pero puede omitirse: Thare's no mony fowk (that) leeves in that glen (There aren't many people who live in that glen/No hay mucha gente que viva en ese valle). Las formas anglicadas wha, wham, whase (who, whom, whose/quien, a quien), y la más antigua whilk (which/cual) son cursilerías literarias, whilk se usa únicamente detrás de una afirmación: He said he'd tint it, whilk wis no whit we wantit tae hear.
El posesivo se forma añadiendo ’s o usando un pronombre apropiado The wifie that’s hoose gat burnt (la mujer cuya casa se quemó), the wumman that her dochter gat mairit (la mujer cuya hija se casó), the men that thair boat wis tint (el hombre cuya barca fue pintada).
Un tercer adjetivo/adverbio yon/yonder, thon/thonder indicando algo a distancia D’ye see yon/thon hoose ower yonder/thonder? (¿Has visto aquella casa de allí?)
También thae (those/esos) y thir (these/estos), los plurales de this (este) y that (ese). En escocés del norte this y that no se modifican en plural.

## Vocabulario
El vocabulario moderno muestra una aplastante influencia del inglés.
Los préstamos del gaélico son principalmente elementos geográficos y culturales como clan y loch (lago).
Algunas palabras han sido tomadas por el inglés: filt, greed, eerie, cuddle, clan, etc.

## Sistema de escritura
El escocés se escribe con alfabeto latino.
Muchos escritores actuales evitan todo tipo de apóstrofos que representarían letras inglesas "perdidas". Estas letras nunca se "perdieron" en escocés. Por ejemplo, en el siglo XII, el escritor Barbour usaba para el equivalente inglés de taken la ortografía tane. Como la palabra no ha tenido K en 700 años, representar su omisión con un apóstrofo parece inútil. La ortografía actual más habitual es taen.

## Texto de ejemplo
Texto en escocés moderno sacado de The New Testament in Scots (William Laughton Lorimer 1885–1967) Mathew:1:18ff:
This is the storie o the birth o Jesus Christ. His mither Mary wis trystit til Joseph, but afore they war mairriet she wis fund tae be wi bairn bi the Halie Spírit. Her husband Joseph, honest man, hed nae mind tae affront her afore the warld an wis for brakkin aff their tryst hidlinweys; an sae he wis een ettlin tae dae, whan an angel o the Lord kythed til him in a draim an said til him, “Joseph, son o Dauvit, be nane feared tae tak Mary your trystit wife intil your hame; the bairn she is cairrein is o the Halie Spírit. She will beir a son, an the name ye ar tae gíe him is Jesus, for he will sauf his fowk frae their sins.”
Aa this happent at the wurd spokken bi the Lord throu the Prophet micht be fulfilled: Behaud, the virgin wil bouk an beir a son, an they will caa his name Immanuel – that is, “God wi us”.
Whan he hed waukit frae his sleep, Joseph did as the angel hed bidden him, an tuik his trystit wife hame wi him. But he bedditna wi her or she buir a son; an he caa’d the bairn Jesus.